# Taxilejeunea sulphurea
Taxilejeunea sulphurea là một loài Rêu trong họ Lejeuneaceae. Loài này được (Lehm. & Lindenb.) Stephani miêu tả khoa học đầu tiên năm 1913.